# Magdolna Rúzsa

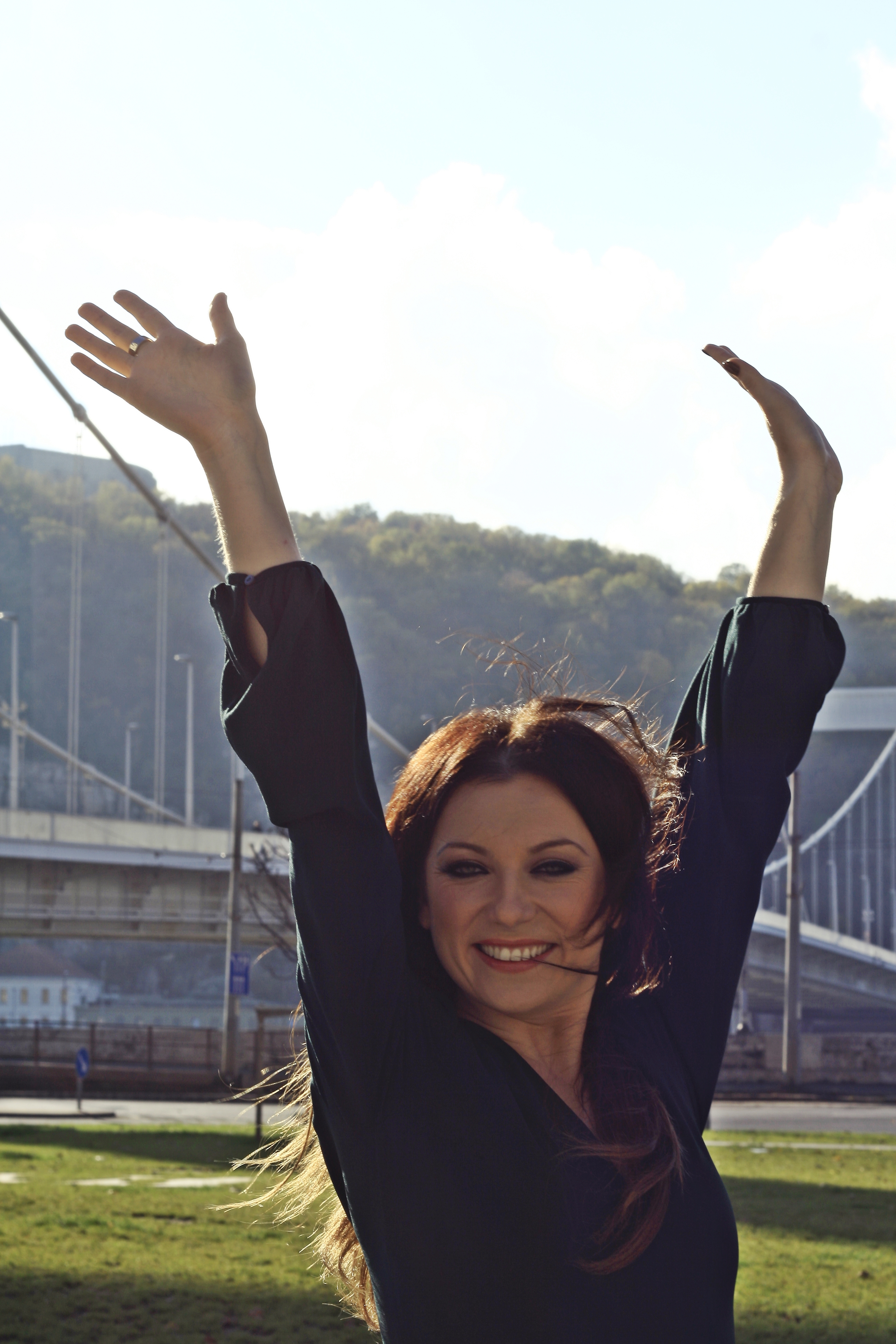
Magdi Rúzsa (2012)

Magdolna Rúzsa [ˈmɒɡdolnɒ ˈruːʒɒ] (serbokroatisch Магдолна Ружа Magdolna Ruža; bekannter als Magdi Rúzsa; * 28. November 1985 in Vrbas, Jugoslawien) ist eine ungarische Sängerin.

## Leben
Magdolna Rúzsa wuchs in Mali Iđoš auf und machte zunächst in Subotica eine Ausbildung als Krankenschwester. 2006 gewann sie die dritte Ausgabe der Castingshow Megasztár, der ungarischen Version von Pop Idol. Nach ihrem Sieg setzte sich ihr Debütalbum A döntőkben elhangzott dalok, das ihre Megasztár-Beiträge enthielt, an die Spitze der ungarischen Albumcharts. Für 80.000 verkaufte Exemplare erhielt Rúzsa Dreifachplatin.

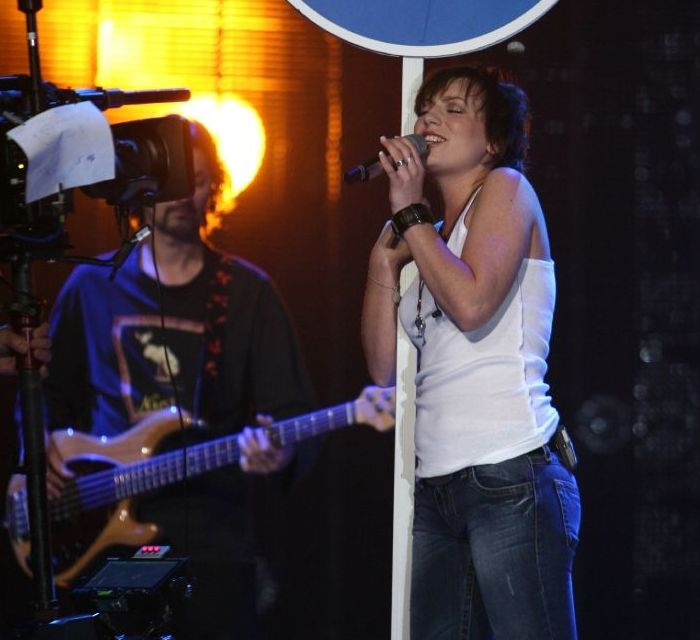
Magdi Rúzsa im Finale des ESC 2007

Ihr erstes eigenständiges Album, Ördögi Angyal ‚Teuflischer Engel‘, im November 2006 veröffentlicht, erreichte auch Platz 1 der ungarischen Albumcharts. Ihre beiden Alben waren in diesem Jahr die meistverkauften in Ungarn. 2007 wurde Rúzsa bei den Fonogram Hungarian Music Awards zum Newcomer of the Year gewählt. Das Publikum wählte sie außerdem zur Vertreterin Ungarns beim Eurovision Song Contest 2007 in Helsinki. Am 12. Mai erreichte sie mit der Blues-Ballade Unsubstantial Blues (Aprócska blues) den 9. Platz. Gleichzeitig gewann sie mit ihrem Song den Komponistenpreis.
Im September 2009 nahm sie die ungarische Staatsbürgerschaft an. Der größte Hit im Jahr 2010 war das Lied Gábriel aus dem Repertoire der kroatischen Sängerin Doris Dragović.

## Diskografie

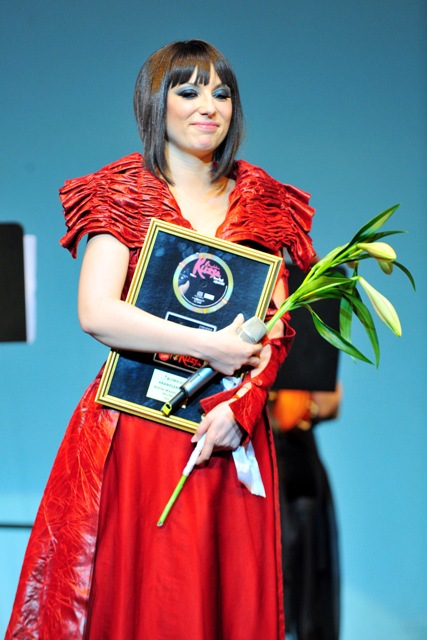
Magdi Rúzsa mit einer Goldenen Schallplatte

### Alben
- 2006: A döntőkben elhangzott dalok (HU: ×3Dreifachplatin )[2]
- 2006: Ördögi angyal (HU: ×2Doppelplatin )
- 2007: T-Mobile Kapcsolat koncert (HU: Platin)
- 2008: Iránytű (Kompass) (HU: Gold)
- 2011: Magdaléna Rúzsa (HU: ×2Doppelplatin )
- 2012: Tizenegy (HU: ×2Doppelplatin )
- 2014: Egyszer (mit Csík zenekar)
- 2015: Dalok húrokra és fúvósokra (HU: Platin)
- 2017: Érj hozzám (HU: Platin)
- 2018: Aduász (HU: ×2Doppelplatin )
- 2018: Aréna koncert (HU: Platin)
- 2021: Karma (HU: Gold)
- 2021: Légzés (HU: ×3Dreifachplatin )
- 2022: 1 x fent 1 x lent (HU: Gold)
- 2022: Most élsz (Maradj otthon!) (HU: Gold)

### Singles
- Most élsz
- Aprócska blues (Unsubstantial Blues)
- Hip-Hop
- Vigyázz a madárra
- Rövid utazás